# Heidlersburg
Heidlersburg es un lugar designado por el censo ubicado en el condado de Adams en el estado estadounidense de Pensilvania. En el año 2010 tenía una población de 707 habitantes.

## Geografía
Heidlersburg se encuentra ubicado en las coordenadas 39°57′1″N 77°8′58″O / 39.95028, -77.14944.. Según la Oficina del Censo de los Estados Unidos, Heidlersburg tiene una superficie total de 1,08 mi² (2,8 km²), de la cual 1,08 mi² (2,8 km²) corresponden a tierra firme y 0 mi² (0 km²) es agua.